# Liste des pays par production de cuivre

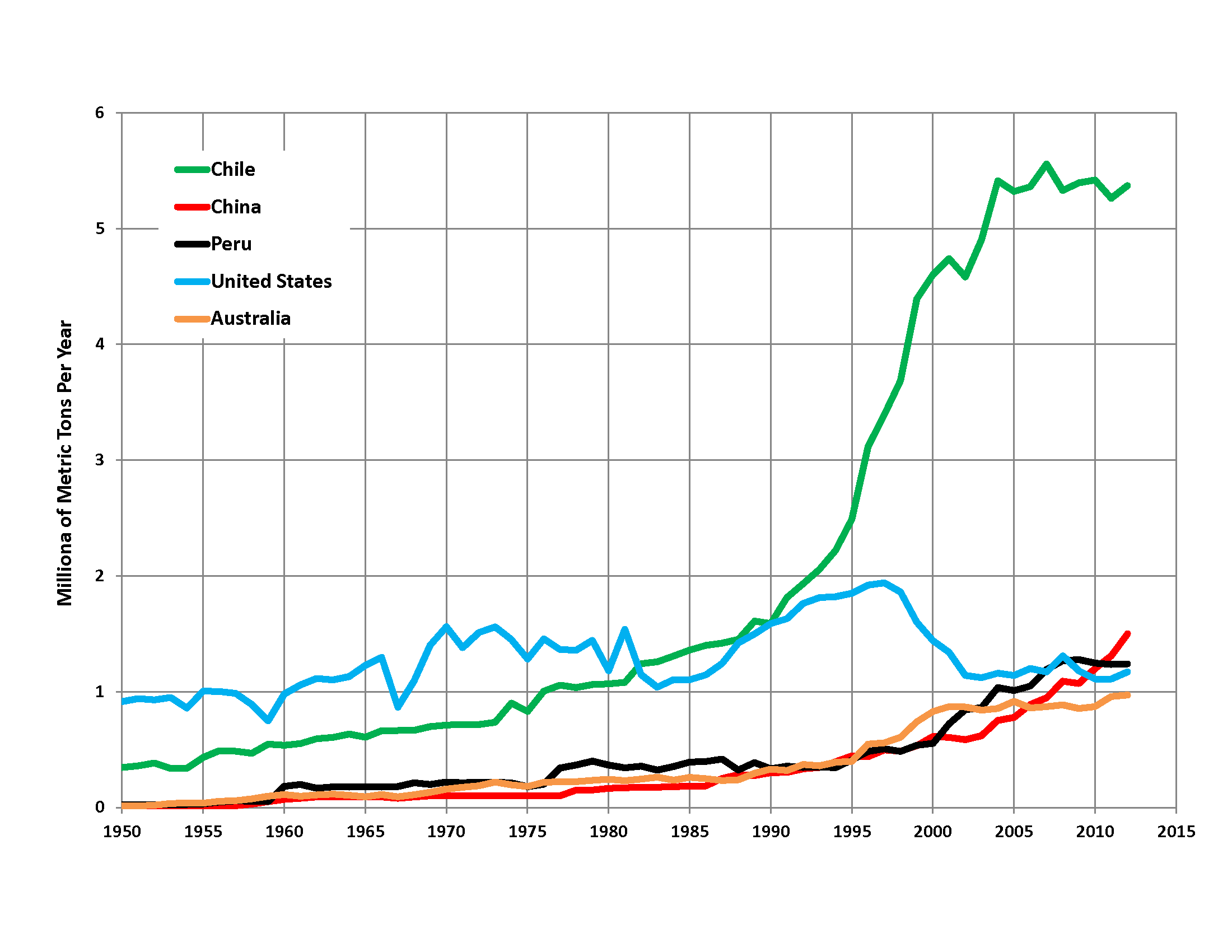
Tendances de la production dans les cinq principaux pays producteurs de cuivre, 1950-2012.

Cet article dresse une liste de pays par production de cuivre extrait. 
Les concentrés de cuivre sont généralement exportés vers d'autres pays pour être fondus. La production de cuivre d'une fonderie d'un pays peut être très différente de sa production minière. 

## 2020
| Rang | Pays/région | Production (en milliers de tonnes) |
| ---- | ----------- | ---------------------------------- |
|      | Monde       | 16 890                             |
| 1    | Chili       | 5 700                              |
| 2    | Perou       | 2 200                              |
| 3    | Chine       | 1 700                              |
| 4    | Congo       | 1 300                              |
| 5    | États-Unis  | 1 200                              |
| 6    | Australie   | 870                                |
| 7    | Russie      | 850                                |
| 8    | Zambie      | 830                                |
| 9    | Mexique     | 690                                |
| 10   | Kazakhstan  | 580                                |
| 11   | Canada      | 570                                |
| 12   | Pologne     | 400                                |

## 2017
| Rang | Pays/région                       | Production (en milliers de tonnes) |
| ---- | --------------------------------- | ---------------------------------- |
|      | Monde                             | 19 700                             |
| 1    | Chili                             | 5 330                              |
| 2    | Pérou                             | 2 390                              |
| 3    | Chine                             | 1 860                              |
| 4    | États-Unis                        | 1 270                              |
| 5    | Australie                         | 920                                |
| 6    | Congo, République démocratique du | 850                                |
| 7    | Zambie                            | 755                                |
| 8    | Mexique                           | 755                                |
| 9    | Indonésie                         | 650                                |
| 10   | Canada                            | 620                                |

## 2015
| Rang | Pays / région                     | Production (milliers de tonnes) |
| ---- | --------------------------------- | ------------------------------- |
|      | Monde                             | 19 100                          |
| 1    | Chili                             | 5 760                           |
| 2    | Chine                             | 1 710                           |
| 3    | Pérou                             | 1 700                           |
| 4    | États-Unis                        | 1 380                           |
| 5    | Congo, République démocratique du | 1 020                           |
| 6    | Australie                         | 971                             |
| 7    | Russie                            | 732                             |
| 8    | Zambie                            | 712                             |
| 9    | Canada                            | 697                             |
| 10   | Mexique                           | 594                             |
|      | Autres pays                       | 3 800                           |

## 1907
| Rang | Pays / région       | Production (milliers de tonnes) |
| ---- | ------------------- | ------------------------------- |
|      | Monde               | 723                             |
| 1    | États-Unis          | 399                             |
| 2    | Mexique             | 61                              |
| 3    | Espagne et Portugal | 50                              |
| 4    | Japon               | 50                              |
| 5    | Australasie         | 42                              |
| 6    | Chili               | 27                              |
| 7    | Allemagne           | 21                              |
| 8    | Russie              | 15                              |

### Lecture complémentaire
- (en) « Mineral Commodity Summaries », sur minerals.usgs.gov (consulté le 3 mars 2024)